# 蘇格蘭足球超級聯賽
蘇格蘭足球超級聯賽（Scottish Premiership），是蘇格蘭足球聯賽系統的第 1 級別，亦是職業聯賽的最高級別，聯賽系統的最高級別和蘇格蘭頂級足球聯賽，于2013年7月成立，取代原先的蘇格蘭足球超級聯賽（Scottish Premier League）。

## 參賽球隊
2024–25年蘇格蘭足球超級聯賽參賽隊伍共有 12 支。
| 中文名稱     | 英文名稱                 | 所在城市   | 上季成績      |
| ------------ | ------------------------ | ---------- | ------------- |
| 些路迪       | Celtic F.C.              | 格拉斯哥   | 第 1 位       |
| 格拉斯哥流浪 | Rangers F.C.             | 格拉斯哥   | 第 2 位       |
| 赫斯         | Heart of Midlothian F.C. | 愛丁堡     | 第 3 位       |
| 基爾馬諾克   | Kilmarnock F.C.          | 基爾馬諾克 | 第 4 位       |
| 聖美倫       | St Mirren F.C.           | 佩斯利     | 第 5 位       |
| 登地         | Dundee F.C.              | 登地       | 第 6 位       |
| 鴨巴甸       | Aberdeen F.C.            | 鴨巴甸     | 第 7 位       |
| 喜伯年       | Hibernian F.C.           | 愛丁堡     | 第 8 位       |
| 馬瑟韋爾     | Motherwell F.C.          | 馬瑟威爾   | 第 9 位       |
| 聖莊士東     | St Johnstone F.C.        | 伯斯       | 第 10 位      |
| 羅斯郡       | Ross County F.C.         | 丁沃爾     | 第 11 位      |
| 登地聯       | Dundee United F.C.       | 登地       | 蘇冠，第 1 位 |

## 顶级联赛历史

### 蘇格蘭足球联赛（1890–1893）
苏格兰足球联赛（Scottish Football League，简称SFL）是世界第三古老的全国性足球联赛，晚于1888年成立的英格兰足球联赛，比排行第二的爱尔兰足球联赛晚一星期成立。首届苏格兰足球联赛由11支球队参加，包括凯尔特人，流浪者和哈茨，但不包括当时如日中天的女王公园，首届联赛冠军由流浪者和邓巴顿分享，这亦是苏格兰顶级联赛桂冠唯一一次由两队分享。

### 蘇格蘭甲级联赛（1893–1975）
苏格兰足球联赛（SFL）开打三季之后扩军，新增了包括喜百年和邓迪等十支俱乐部，苏格兰足球联赛也分为两级组别，顶级联赛改为苏格兰甲级联赛（SFL Division One），在1939年至1946年之间因第二次世界大战中断了七个赛季。

### 蘇格蘭足球联赛超级组（1975–1998）
1975年足球联赛改制再次扩军至三级组别，原先顶级联赛甲级联赛改称苏格兰足球联赛超级组（SFL Premier Division），原先的苏格兰乙级联赛改称为苏格兰甲级联赛（SFL First Division），新增了第三级联赛新苏格兰乙级联赛（SFL Second Division）。

### 蘇格蘭足球超級聯賽（1998–2013）
苏格兰足球超级联赛（Scottish Premier League，简称SPL）是1998-99赛季至2012-13赛季的苏格兰顶级联赛。有了1992年24支英格兰甲级联赛球会脱离英格兰足球联赛成立英超联盟独立运营顶级联赛的先例后，苏超的十支球队于1997年要求脱离苏格兰足球联赛（SFL）成立行政及财政独立新苏格兰超级联赛，以独揽顶级联赛球队电视转播费等各项收入，而此前苏格兰足球联赛的商业收入是由全部4级联赛分享，在与苏格兰足球总会（SFA）及苏格兰足球联赛（SFL）经过漫长商讨后，于1997年12月由40支苏格兰足球联赛球队投票通过在1998-99赛季成立全新的顶级联赛，即苏格兰足球超级联赛（Scottish Premier League）。
2000-01赛季起苏超将球队数目由十队增加到十二队。
SPL共进行了15个赛季，凯尔特人获得8届冠军，流浪者获得7届冠军。

### 蘇格蘭足球超級聯賽（2013至今）
进入21世纪后，苏格兰国家队和苏格兰联赛的竞争力日益下滑，在欧洲足球进入全面商业化后，仅有五百万人口的苏格兰难以在电视转播费等商业收入中与拥有五千万人口的邻居英格兰足球联赛匹敌，球会经济差距急剧加大，在这种情况下，改组苏格兰足球联赛系统的呼声四起。2010年，前苏格兰第一大臣亨利·麦克利什受苏格兰足总（SFA）委托起草了足球改革报告，建议合并苏格兰超级联赛（SPL）和苏格兰足球联赛（SFL）只保留单个联赛运营机构，并将顶级联赛球队数量缩减为10支。。2013年4月最初提议SPL与SFL合并后联赛缩减为三个级别，分别有12支，12支和18支球队角逐，但遭到两支苏超球队圣米伦和罗斯郡的反对而流产，而将顶级联赛球队数量缩减到10支也遭到4支苏超球队反对而遭否决（涉及苏超的决定需要12支苏超球队中的11队支持才能通过，这个投票规定原本是变相赋予凯尔特人和流浪者两强可以否决一切不利两强的提案，故被戏称为“老字号”条款）。由于2012年流浪者因财务破产降级至第四级联赛苏格兰丙级联赛，将四级联赛缩减为三级被视为给流浪者开绿灯使其得以比原来少花一年升回顶级联赛，故而十分敏感，此后12-18-12的三级联赛方案也被否决，最后妥协的产物是维持12-10-10-10四级联赛架构不变，合并苏格兰超级联赛（SPL）和苏格兰足球联赛（SFL），组建新的苏格兰职业足球联赛（SPFL）统一管理运营四级联赛，顶级联赛所分得商业收入比重下降，而低级别联赛分成有所提高。新的顶级联赛更名为苏格兰超级联赛（Scottish Premiership），第二至四级联赛更名为苏格兰冠军联赛（Scottish Championship），苏格兰甲级联赛（Scottish League One）以及苏格兰乙级联赛（Scottish League Two）。
另外，由於2016年英國脫離歐盟公投完成，意味著英國將脫離歐盟，換言之目前效力該聯賽的非英籍的球員及領隊均需要申請工作證，而蘇格蘭當時公投不僅足總及頂級聯賽領隊，當地人民都傾向留歐，蘇格蘭地方政府正在再度舉辦獨立公投，為這個聯賽未來留下變數。

## 欧洲赛事

### 苏格兰球队在欧洲赛事决赛
- 1961年欧洲优胜者杯决赛（英语：1961 European Cup Winners' Cup Final）， 流浪者 1-4 佛罗伦萨 ，亚军
- 1967年欧洲冠军杯决赛， 凯尔特人 2-1 国际米兰 ，冠军
- 1967年欧洲优胜者杯决赛， 流浪者 0-1 拜仁慕尼黑 ，亚军
- 1970年欧洲冠军杯决赛， 凯尔特人 1-2 飛燕諾 ，亚军
- 1972年欧洲优胜者杯决赛（英语：1972 European Cup Winners' Cup Final）， 流浪者 3-2 莫斯科迪纳摩，冠军
- 1983年欧洲优胜者杯决赛（英语：1983 European Cup Winners' Cup Final）， 阿伯丁 2-1 皇家马德里 ，冠军
- 1983年欧洲超级杯， 阿伯丁 2-0 汉堡 ，冠军
- 1987年欧洲联盟杯决赛（英语：1987 UEFA Cup Final）， 邓迪联 1-2 哥德堡 ，亚军
- 2003年欧洲联盟杯决赛（英语：2003 UEFA Cup Final）， 凯尔特人 2-3 波尔图 ，亚军
- 2008年欧洲联盟杯决赛（英语：2008 UEFA Cup Final）， 流浪者 0-2 圣彼得堡泽尼特，亚军

### 苏格兰举办的欧洲赛事决赛
- 1960年欧洲冠军杯决赛，格拉斯哥汉普顿公园球场，入场人数: 127,621
- 1961年欧洲优胜者杯决赛（英语：1961 European Cup Winners' Cup Final）首回合，格拉斯哥埃布罗克斯球场，入场人数: 80,000
- 1962年欧洲优胜者杯决赛（英语：1962 European Cup Winners' Cup Final），格拉斯哥汉普顿公园球场，入场人数: 27,000
- 1966年欧洲优胜者杯决赛（英语：1966 European Cup Winners' Cup Final），格拉斯哥汉普顿公园球场，入场人数: 41,657
- 1976年欧洲冠军杯决赛，格拉斯哥汉普顿公园球场，入场人数: 54,864
- 1983年欧洲超级杯次回合，阿伯丁皮托德里球场，入场人数: 22,500
- 1987年欧洲联盟杯决赛（英语：1987 UEFA Cup Final）次回合，邓迪坦納迪斯公園球場，入场人数: 20,911
- 2002年欧洲冠军联赛决赛，格拉斯哥汉普顿公园球场，入场人数: 52,000
- 2007年欧洲联盟杯决赛（英语：2007 UEFA Cup Final），格拉斯哥汉普顿公园球场，入场人数: 50,670

## 创始成員
| 球會       | 2012/13年排名 | 頂級聯賽 首季年度 | 現時聯賽 升班年度 | 最近奪冠 |
| ---------- | ------------- | ----------------- | ----------------- | -------- |
| 些路迪     | 第1位，SPL    | 1890–91           | 1890–91           | 2012-13  |
| 馬瑟韋爾   | 第2位，SPL    | 1903–04           | 1985–86           | 1931–32  |
| 聖莊士東   | 第3位，SPL    | 1924–25           | 2009–10           | -        |
| 恩華尼斯   | 第4位，SPL    | 2004–05           | 2010–11           | -        |
| 羅斯郡     | 第5位，SPL    | 2012–13           | 2012–13           | -        |
| 登地聯     | 第6位，SPL    | 1925–26           | 1996–97           | 1982–83  |
| 喜百年     | 第7位，SPL    | 1895–96           | 1999–2000         | 1951–52  |
| 鴨巴甸     | 第8位，SPL    | 1905–06           | 1905–06           | 1984–85  |
| 基爾馬諾克 | 第9位，SPL    | 1899–1900         | 1992–93           | 1964–65  |
| 哈茨       | 第10位，SPL   | 1890–91           | 1983–84           | 1959–60  |
| 聖美倫     | 第11位，SPL   | 1890–91           | 2006–07           | -        |
| 巴特里     | 第1位，蘇甲   | 1897–98           | 2013–14           | -        |

## 歷屆成績
| 赛季    | 冠军         | 亚军         | 降級              | 最佳射手                                           | PFA足球先生     | FWA足球先生     |
| ------- | ------------ | ------------ | ----------------- | -------------------------------------------------- | --------------- | --------------- |
| 2013–14 | 些路迪       | 馬瑟韋爾     | 赫斯 喜百年       | 克里斯·科曼斯 （27）                               | 克里斯·科曼斯   | 克里斯·科曼斯   |
| 2014–15 | 些路迪       | 鴨巴甸       | 聖美倫            | 亚当·鲁尼 （18）                                   | 斯蒂芬·约翰森   | 克莱格·戈登     |
| 2015–16 | 些路迪       | 鴨巴甸       | 赫斯              | 雷·格里菲斯 （31）                                 | 雷·格里菲斯     | 雷·格里菲斯     |
| 2016–17 | 些路迪       | 鴨巴甸       | 恩華尼斯          | 利亞姆·博伊斯 （23）                               | 史葛·冼佳亞     | 史葛·冼佳亞     |
| 2017–18 | 些路迪       | 鴨巴甸       | 帕爾蒂克 罗斯郡   | 克里斯·博伊德 （18）                               | 斯科特·布朗     | 斯科特·布朗     |
| 2018–19 | 些路迪       | 格拉斯哥流浪 | 登地              | 摩尼路斯 （18）                                    | 詹姆斯·福里斯特 | 詹姆斯·福里斯特 |
| 2019–20 | 些路迪       | 格拉斯哥流浪 | 赫斯              | 奧辛尼·艾度亞迪 （22）                             | 未獲獎          | 奧辛尼·艾度亞迪 |
| 2020–21 | 格拉斯哥流浪 | 些路迪       | 咸美頓 基爾馬諾克 | 奧辛尼·艾度亞迪 （18）                             | 占士·泰雲尼亞   | 史提芬·戴維斯   |
| 2021–22 | 些路迪       | 格拉斯哥流浪 | 登地              | 里根·查爾斯-曲克 （13） 喬爾戈斯·賈科瑪基斯 （13） | 卡林·麥基哥     | 奇治·哥頓       |
| 2022–23 | 些路迪       | 格拉斯哥流浪 | 登地聯            | 古橋亨梧 （27）                                    | 古橋亨梧        | 古橋亨梧        |
| 2023–24 | 些路迪       | 格拉斯哥流浪 | 利雲斯頓          | 勞倫斯·沙克蘭 （24）                               | 勞倫斯·沙克蘭   | 勞倫斯·沙克蘭   |
| 2024–25 | 些路迪       |              |                   |                                                    |                 |                 |

## 商业及电视权

### 冠名赞助商
重组后的苏格兰超级联赛在首两个赛季（2013/14及2014/15）并无冠名主赞助商。2015年5月13日，苏格兰职业足球联赛与英国著名博彩公司立博签订了两年合约，总额超过400万英镑。
- 2015/16–2016/17赛季：「立博超级联赛」（Ladbrokes Premiership）

### 电视转播权
在英国，苏超由付费电视台英国电信（BT Sports）和天空体育（SKY Sports）直播，前者每个赛季直播40场比赛，后者直播30场。苏格兰盖尔语频道BBC Alba在苏格兰每季直播20场比赛，BBC蘇格蘭每周日晚播出约1小时的集锦节目Sportscene（苏格兰版的当日比赛）。

## 观众人数
2000年苏超球队数量从10支增加到12支以后各赛季联赛场均观众人数及传统六强场均上座人数。
| 赛季    | 联赛场均观众 | 凯尔特人 | 流浪者       | 哈茨   | 喜百年 | 阿伯丁 | 邓迪联 |
| ------- | ------------ | -------- | ------------ | ------ | ------ | ------ | ------ |
| 2013–14 | 10,228       | 47,079   | 42,657(苏甲) | 14,123 | 11,027 | 12,918 | 7,599  |
| 2012–13 | 10,022       | 46,917   | 45,744(苏丙) | 13,163 | 10,489 | 9,611  | 7,547  |
| 2011–12 | 13,865       | 50,904   | 46,362       | 13,381 | 9,909  | 9,297  | 7,482  |
| 2010–11 | 13,670       | 48,978   | 45,305       | 14,228 | 11,673 | 9,297  | 7,389  |
| 2009–10 | 13,944       | 45,582   | 47,301       | 14,745 | 11,811 | 10,461 | 7,863  |
| 2008–09 | 15,538       | 57,671   | 49,534       | 14,398 | 12,684 | 12,929 | 8,654  |
| 2007–08 | 15,580       | 56,677   | 49,134       | 15,958 | 13,884 | 11,994 | 8,530  |
| 2006–07 | 16,194       | 57,928   | 49,955       | 16,937 | 14,587 | 12,475 | 7,147  |
| 2005–06 | 16,174       | 58,150   | 49,245       | 16,767 | 13,567 | 12,728 | 8,198  |
| 2004–05 | 15,659       | 57,943   | 48,676       | 12,272 | 12,539 | 13,577 | 8,211  |
| 2003–04 | 15,226       | 58,181   | 48,992       | 11,947 | 9,138  | 10,389 | 7,722  |
| 2002–03 | 15,541       | 57,243   | 48,814       | 12,124 | 10,137 | 11,745 | 7,650  |
| 2001–02 | 15,998       | 58,587   | 47,874       | 12,080 | 11,588 | 13,990 | 8,028  |
| 2000–01 | 15,724       | 59,165   | 47,429       | 12,782 | 10,803 | 11,961 | 6,992  |

## 外部連結
- 官方網站 （页面存档备份，存于）